# Ксения Пантелеева
Ксения Генадиевна Пантелеева (на украински: Ксенія Геннадіївна Пантелеєва; 11 май 1994 г.) е украинска фехтовачка на шпага. Сребърна медалистка от Световната купа през 2012 г. в отборната надпревара, шампионка на Украйна. Заслужил майстор на спорта.

## Биография
Родена е през 1994 г. в Лвов.
През 2012 г. взима участие в Олимпийските игри в Лондон, но завършва на 30-о място в индивидуалното първенство, а в отборната надпревара украинските шпажистки завършват 8-и. През 2015 г. печели бронзов медал от световното първенство.
През 2016 г. участва в Олимпийските игри в Рио де Жанейро, но остава на 27-о място в индивидуалното първенство, а в отборното състезание украинските фехтовачки заемат 8-о място.
Бронзова медалистка от световните универсиади (2013 и 2017 г.) в Казан, Русия и Тайпе. Шампионка на Световната универсиада през 2017 г. в отборната надпревара.
Многократна шампионка и победителка в етапи на Световната купа.
Треньор Андрей Орликовски.